# Anaxagorea floribunda
Anaxagorea floribunda Timmerman – gatunek rośliny z rodziny flaszowcowatych (Annonaceae Juss.). Występuje naturalnie w Kolumbii, Ekwadorze oraz północnej części Peru. 

## Morfologia
PokrójZimozielony krzew dorastający do 2 m wysokości.
LiścieMają kształt od eliptycznego do odwrotnie owalnego. Mierzą 20–24 cm długości oraz 6–7 cm szerokości. Nasada liścia jest sercowata. Wierzchołek jest spiczasty. Ogonek liściowy jest nagi i dorasta do 3–5 mm długości.

## Biologia i ekologia
Rośnie w wiecznie zielonych lasach. Występuje na terenach nizinnych.